# Väinö Tanner (geograf)
För andra betydelser, se Väinö Tanner.
Väinö Tanner, född 10 maj 1881 i Tavastehus, död 26 april 1948 i Hässleholm, var en finlandssvensk geograf, geolog och diplomat. Han blev diplomingenjör i kemisk teknologi i Helsingfors 1905 och filosofie doktor 1914. 

## Biografi
Under åren 1903–1907 arbetade Tanner i fält vid Geologiska kommissionen i Finland, framför allt i Lappland, vilket skapade ett livslångt intresse för nordliga områden. År 1914 disputerade han med en doktorsavhandling om isavsmältningen i Nordskandinavien. 
År 1918 utnämndes Väinö Tanner till statsgeolog i Finland. Samma år inledde han en diplomatkarriär och fungerade bland annat som chargé d’affaires i Bukarest, Aten, Konstantinopel och Sofia. 1923 återvände han till sitt tidigare arbetsfält och blev ånyo statsgeolog. År 1931 blev Väinö Tanner professor i geografi vid Helsingfors universitet. Under finska vinterkriget (1939–40) tjänstgjorde han som kartograf åt Svenska frivilligkåren. Under fortsättningskriget sympatiserade han emellertid inte längre med regeringens politik, varför han 1944 flyttade till Sverige, fick en tjänst som geolog hos Skånska Cement AB i Malmö och blev svensk medborgare. År 1945 utnämndes han till ledamot av Kungl. Svenska Vetenskapsakademien.
Väinö Tanner var geograf i vid bemärkelse och publicerade ett mycket stort antal arbeten om såväl natur- som kulturgeografi, främst rörande Labradorhalvön och Nordkalotten. Under åren 1924–1927 vistades Tanner längre perioder inom Petsamo-området, som då var finskt, och umgicks dagligen med skoltsamer i skog och på fjäll. Hans iakttagelser kom att ligga till grund för den klassiska studie om skoltsamernas liv som publicerades några år senare.